# Lycianthes scandens
Lycianthes scandens là loài thực vật có hoa trong họ Cà. Loài này được (Mill.) M. Nee mô tả khoa học đầu tiên.